# Congregazione del Sacro Cuore
La Congregazione del Sacro Cuore (in inglese Sacred Heart Congregation; sigla S.H.) è un istituto religioso femminile di diritto pontificio e di rito siro-malabarese.

## Storia
La congregazione fu fondata nel 1911 a Palai, allora in diocesi di Changanacherry, dal sacerdote siro-malabarese Mathew Kadalikkattil; fu approvata dal vescovo James Kalacherry il 25 luglio 1936.
Nel 1938 il sacerdote Francis Thekkekara, della diocesi di Kothamangalam, fece giungere da Palai alcune suore per avviare alla vita religiosa un gruppo di giovani donne che aveva riunito: le suore di Kothamangalam si costituirono in congregazione autonoma, pur conservando la denominazione e le regole delle suore di Palai.
Con la costituzione, nel 1950, della diocesi di Palai, la congregazione di Changanacherry si trovò divisa in due rami indipendenti, ciascuno alle dipendenze del vescovo del luogo.
Nel 1973 le tre congregazioni di Changanacherry, Kothamangalam e Palai, che condividevano le medesime origini e le stesse regole, avviarono le pratiche per fondersi in un unico istituto: l'11 marzo 1976 la Santa Sede concesse alla congregazione il pontificio decreto di lode e nel 1978 la sede generalizia fu fissata a Kottayam.

## Attività e diffusione
Le suore si dedicano all'educazione della gioventù e alla cura di orfani e malati.
Oltre che in India, sono presenti in Etiopia, Germania, Italia, Namibia e Stati Uniti d'America; la sede generalizia è a Kottayam.
Alla fine del 2015 l'istituto contava 3.639 religiose in 498 case.